# Wilhelm Pieck

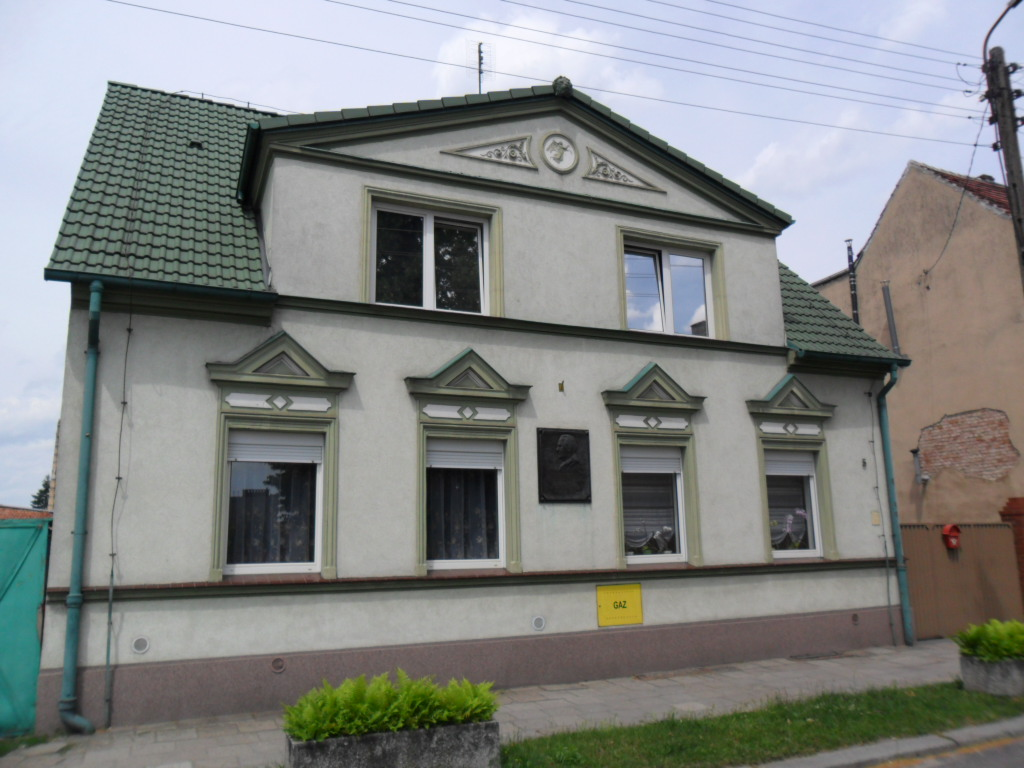
Dom w Gubinie przy ul. Różanej, w którym mieszkał Pieck (2012)

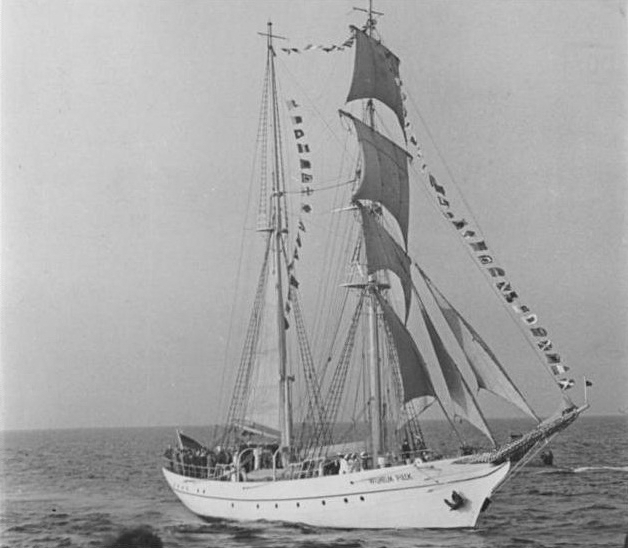
Brygantyna „Wilhelm Pieck” (1951)

Friedrich Wilhelm Reinhold Pieck (ur. 3 stycznia 1876 w Gubinie, zm. 7 września 1960 w Berlinie) – wschodnioniemiecki polityk i działacz społeczny, członek niemieckiego ruchu robotniczego, komunista.

## Życiorys
W latach 1890–1894 był uczniem stolarskim. W 1895 wstąpił do Socjaldemokratycznej Partii Niemiec (SPD). W 1906 wybrano go na sekretarza SPD w Bremie i członka rady miejskiej Bremy. W 1910 objął stanowisko sekretarza centralnego komitetu szkoleniowego SPD i szkoły partyjnej w Berlinie. Po wybuchu I wojny światowej odwołano go z funkcji sekretarza i innych stanowisk w SPD z powodu pacyfistycznych poglądów. Jako członek grupy „Internationale” w Berlinie w 1915 został skazany za nielegalną działalność antywojenną. W 1916 był współzałożycielem Związku Spartakusa. W 1917 został aresztowany i wysłany na front zachodni, skąd uciekł i wrócił do Berlina. W 1918 przebywał w Holandii, gdzie wydawał antywojenne czasopismo „Der Kampf”.
Po powrocie do Niemiec w grudniu 1918 był jednym z założycieli Komunistycznej Partii Niemiec (KPD) i został wybrany na członka jej Komitetu Centralnego. 15 stycznia 1919 aresztowano go wraz z Karlem Liebknechtem i Różą Luksemburg; zdołał zbiec. W 1921 był posłem do Landtagu Prus z ramienia KPD. W 1925 został kierownikiem biura organizacyjnego Komitetu Centralnego KPD, a w 1926 kierownikiem Okręgu KPD Berlin-Brandenburg. W 1928 wybrano go na posła do Reichstagu. W 1932 był rektorem Międzynarodowej Szkoły Leninowskiej w Moskwie.
Po aresztowaniu w 1933 Ernsta Thälmanna uciekł z Niemiec, a w 1935 został przywódcą emigracyjnej KP Niemiec oraz sekretarzem Komitetu Wykonawczego Międzynarodówki Komunistycznej (Kominternu) (IKKI), początkowo przebywał w Paryżu, a następnie w Moskwie. Uniknął represji w okresie „wielkiej czystki”. W 1943 był współzałożycielem Komitetu Narodowego „Wolne Niemcy” (Nationalkomitee Freies Deutschland – NKFD) w ZSRR, do którego należał m.in. feldmarszałek Friedrich Paulus.
W 1945 wrócił wraz z Armią Czerwoną do Niemiec. W 1946 wraz z Otto Grotewohlem był współzałożycielem Socjalistycznej Partii Jedności Niemiec. W 1948 wybrano go na przewodniczącego prezydium Rady Ludowej Niemieckiej Republiki Demokratycznej. Następnie, w 1949, został wybrany prezydentem Niemieckiej Republiki Demokratycznej (NRD), powtórnie wybrano go w 1953 i 1957, funkcję tę pełnił do śmierci. Z racji sprawowanych funkcji mieszkał na partyjno-rządowym osiedlu kierownictwa NRD wokół Majakowskiring w Berlinie-Pankow. Pochowany na Cmentarzu Centralnym Friedrichsfelde w Berlinie.
Na jego cześć w latach 1961–1990 nazwa rodzinnego miasta była zmieniona na Wilhelm-Pieck-Stadt Guben. W 1976 Uniwersytet w Rostocku przemianowano na „Wilhelm-Pieck-Universität”. Na cześć Wilhelma Piecka został (jeszcze za jego życia) nazwany statek – był to jedyny w historii NRD żaglowiec pełnomorski, który zamierzano podarować na jego urodziny, lecz podarunku nie przyjął, uznając, iż jest on zbyt drogi. Brygantyna „Wilhelm Pieck” zwodowana w 1951 została przekazana pod zarząd „Stowarzyszenia Sport i Technika” (wschodnioniemiecki odpowiednik polskiej „Ligi Obrony Kraju”). Po zjednoczeniu Niemiec statek zmienił nazwę na „Greif” i port macierzysty na Greifswald. Przebudowany i zmodernizowany, pozostaje w służbie do dziś. Jego imieniem nazwano także m.in. VIII liceum w Katowicach i ulicę w Rybniku (dzisiaj Piłsudskiego).